# Roman Trechciński

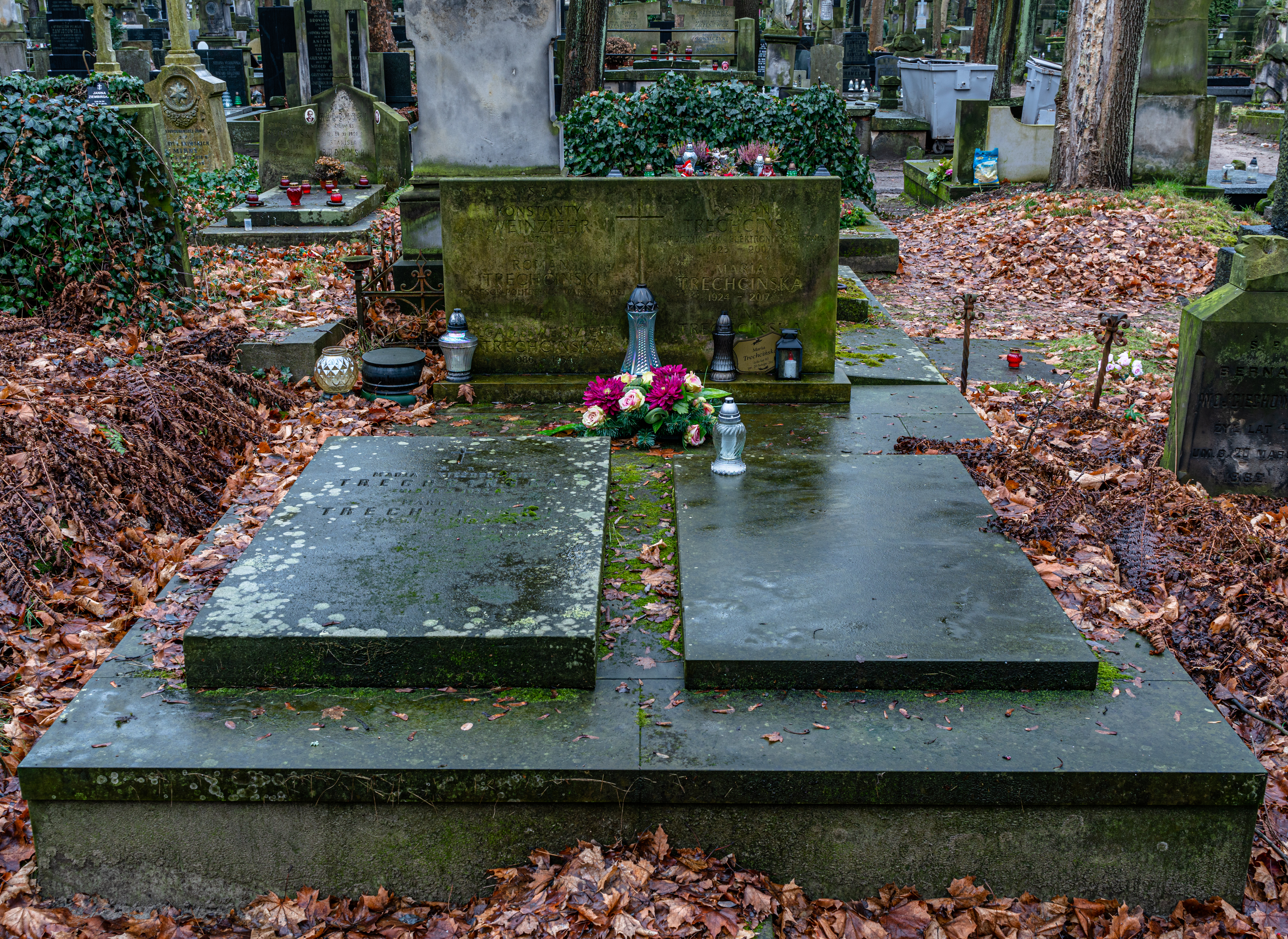
Grób Romana Trechcińskiego na cmentarzu Powązkowskim

Trechciński Roman (ur. 3 lipca 1882 r. w Warszawie, zm. 19 sierpnia 1944 r. w Warszawie) – polski inżynier, elektrotechnik, profesor Politechniki Warszawskiej, członek Akademii Nauk Technicznych i Towarzystwa Naukowego Warszawskiego.

## Życiorys
W latach 1904–1907 studiował w Petersburskim Instytucie Elektrotechnicznym, i pracował w Wojenno-Topograficznym Zarządzie Sztabu Generalnego w Petersburgu jako kierownik techniczny warsztatów elektrochemicznych. Jednocześnie zajmował stanowisko asystenta w Katedrze Chemii Instytutu Elektrotechnicznego.
Po ukończeniu studiów rozpoczął pracę w Rosyjskim Towarzystwie L.M. Ericsson w Petersburgu, gdzie objął stanowisko głównego inżyniera produkcji. W 1916 r. został mianowany na dyrektora fabryki telefonów w Moskwie.
W 1918 r. powrócił do Warszawy, a rok później objął stanowisko dyrektora fabryki elektrotechnicznej S.A. Stanrej w Warszawie, funkcję tę sprawował do 1924 r.
W 1920 r. rozpoczął pracę w Politechnice Warszawskiej, jako wykładowca techniki prądów słabych na Wydziale Budowy Maszyn i Elektrotechniki. 22 września 1924 r. otrzymał tytuł profesora nadzwyczajnego i równocześnie objął kierownictwo Katedry Prądów Słabych na Wydziale Elektrycznym PW. 1 września 1929 r. uzyskał nominację na profesora zwyczajnego. W latach akad. 1925/26-1927/28 sprawował funkcję dziekana Wydziału Elektrycznego Politechniki Warszawskiej.
Był również konsultantem firmy L.M. Ericsson, a także Państwowych Zakładów Tele- oraz Radiotechnicznych w Warszawie.
W czasie obrony Warszawy w 1939 wraz z inż. S. Ryżko zbudował na terenie Politechniki Warszawskiej stację nadawczą Polskiego Radia, która działała aż do chwili kapitulacji stolicy.
Podczas zajmowania przez okupantów terenu Politechniki 19 sierpnia 1944 r. został rozstrzelany przez Niemców przed swoim domem na ul. Koszykowej 75.
Spoczywa na cmentarzu Powązkowskim (kwatera 72-5-25/26).

## Stanowiska
- 1904-1907 kierownik techniczny warsztatów elektrochemicznych w Wojenno-Topograficznym Zarządzie Sztabu Generalnego w Petersburgu
- 1905-1907 asystent w Katedrze Chemii Instytutu Elektrotechnicznego w Petersburgu
- od 1907 r. główny inżynier produkcji w Rosyjskim Towarzystwie L.M. Ericsson w Petersburgu
- od 1916 r. dyrektor fabryki telefonów w Moskwie
- 1919-1924 dyrektor fabryki elektrotechnicznej S.A. Stanrej w Warszawie
- od 1926 r. konsultant szwedzkiej firmy L.M. Ericsson
- od 22 września 1924 r., kierownik nowo utworzonej Katedry Prądów Słabych na Wydziale Elektrycznym PW
- 1925/26-1927/28 dziekan Wydziału Elektrycznego PW

## Członkostwa
- Stowarzyszenie Teletechników Polskich,
- Akademia Nauk Technicznych i Towarzystwo Naukowe Warszawskie
- Dowództwo Wojsk Łączności AK, Komisja naukowo-techniczna

## Nagrody, wyróżnienia, odznaczenia
- 1938 r. Krzyż Komandorski Orderu Odrodzenia Polski